# Барни (Ломбардија)
Барни (итал. Barni) је насеље у Италији у округу Комо, региону Ломбардија.
Према процени из 2011. у насељу је живело 578 становника. Насеље се налази на надморској висини од 635 м.

## Становништво
| 1931. | 1936. | 1951. | 1961. | 1971. | 1981. | 1991. | 2001. | 2011. |
| ----- | ----- | ----- | ----- | ----- | ----- | ----- | ----- | ----- |
| 461   | 417   | 438   | 361   | 392   | 401   | 434   | 502   | 597   |